# Zero Motorcycles
Zero Motorcycles is een bedrijf dat elektrische motorfietsen maakt. Het is opgericht in Santa Cruz County (Californië). De eerste prototypen zijn gemaakt in 2006, en sindsdien zijn er elk jaar nieuwe uitgaven van de motoren geweest.
In 2012 introduceerde Zero de S en DS modellen, die de eerste productiemotorfietsen waren die meer dan 100 mijl (EPA-estimated) op één acculading konden afleggen. In januari 2012 werd Zero Motorcycles als hoogste beoordeeld van elektrische-motorfietsfabrikanten door Pike's Research.
Zero Motorcycles nam in 2010 deel aan de emissie- en benzinevrije wereldraceserie, de TTXGP.
Bij de eerste deelname aan een motorrace in november 2009, bij Defi Electrique in Frankrijk, won Zero Motorcycles de eerste plek.
Het bedrijf is een Amerikaanse particuliere onderneming, mogelijk gemaakt door een Belgische investeerder.

## Zero Motorcycle
De motoren worden voorzien van een zelf ontwikkelde elektromotor, genaamd de Z-force. Deze elektrische motor heeft geen versnellingen, in tegenstelling tot motoren met een verbrandingsmotor, waar een versnellingsbak nodig is om de motor in het gewenste toerengebied te houden bij diverse snelheden. Het ontbreken van de versnellingsbak bij de elektrische motoren is mogelijk door de lineaire vermogensafgifte van de elektromotor, waardoor al bij zeer lage toerentallen 100 procent van het maximale koppel aanwezig is, zodat één vaste overbrenging om het motortoerental te reduceren volstaat, mits men de relatief lage topsnelheid (ca. 120 tot 160 km/h) accepteert. Het lage elektrische rendement (22 tot 30%) wat watergekoelde motoren en regelaars nodig maakt wordt nog voor lief genomen, hoewel elke start vanaf 0 km/h de actieradius erg nadelig beïnvloedt. Zero is bezig met een onderzoek naar een vollast schakelbare transmissie, die niet ontkoppeld hoeft te worden en onopgemerkt als een automaat (niet traploos) schakelt, zoals al gebruikt wordt in een Zwitserse machine die hellingen tot 100% kan overwinnen. Daardoor wordt een hoog startkoppel gecombineerd met een aanzienlijk hogere topsnelheid.
Om de motor zo licht mogelijk te maken, wordt de motor grotendeels van aluminium gemaakt.

## De modellen

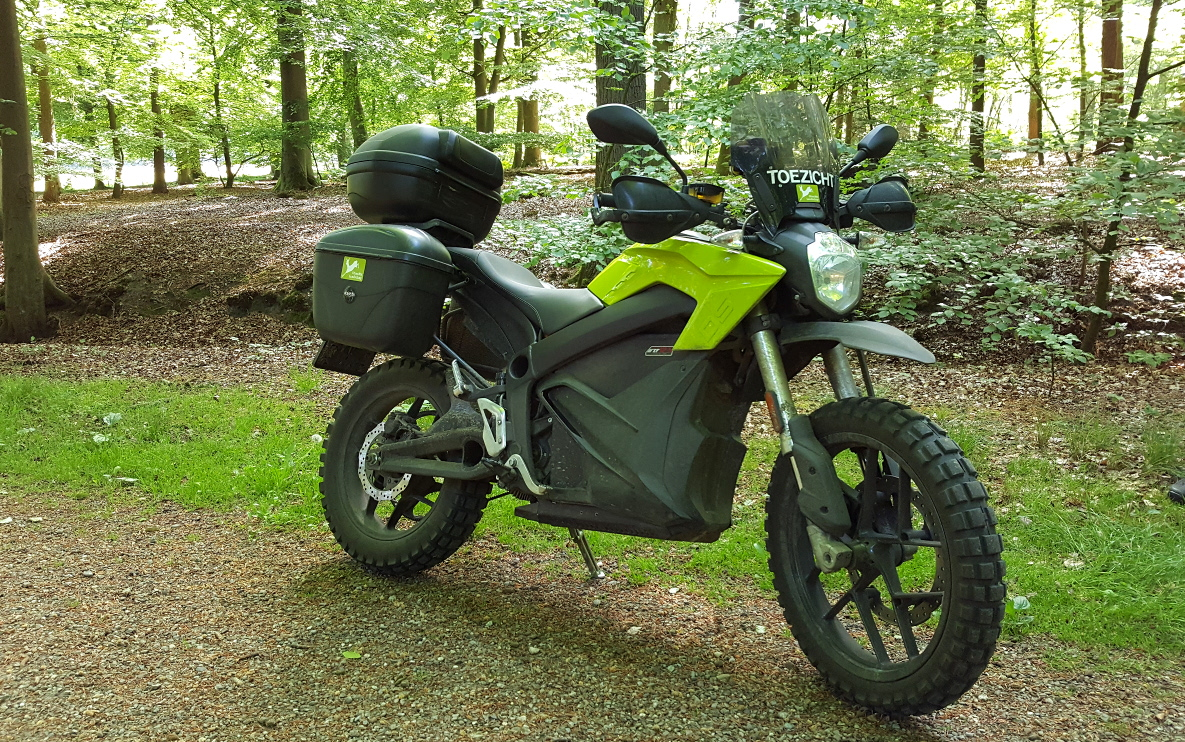
Zero motorcycles DS ZF 12.5 sinds 2015 in gebruik bij Utrechts Landschap Toezicht

- Zero S & Zero SR
- Zero DS & Zero DSR & Zero DSR Black Forest
- Zero FX
- Zero FXS
- Zero SR/F
- Zero SR/S (vanaf februari 2020)